# Mesples
Mesples település Franciaországban, Allier megyében. Lakosainak száma 125 fő (2022. január 1.). Mesples Chambérat, Saint-Palais, Saint-Sauvier és Viplaix községekkel határos.

## Népesség
A település népességének változása:
| Lakosok száma | 418  | 329  | 340  | 464  | 431  | 262  | 140  | 131  | 124  | 125  |
|               | 1793 | 1836 | 1861 | 1886 | 1911 | 1946 | 1982 | 2011 | 2017 | 2022 |